# Parasolwaaierpalm

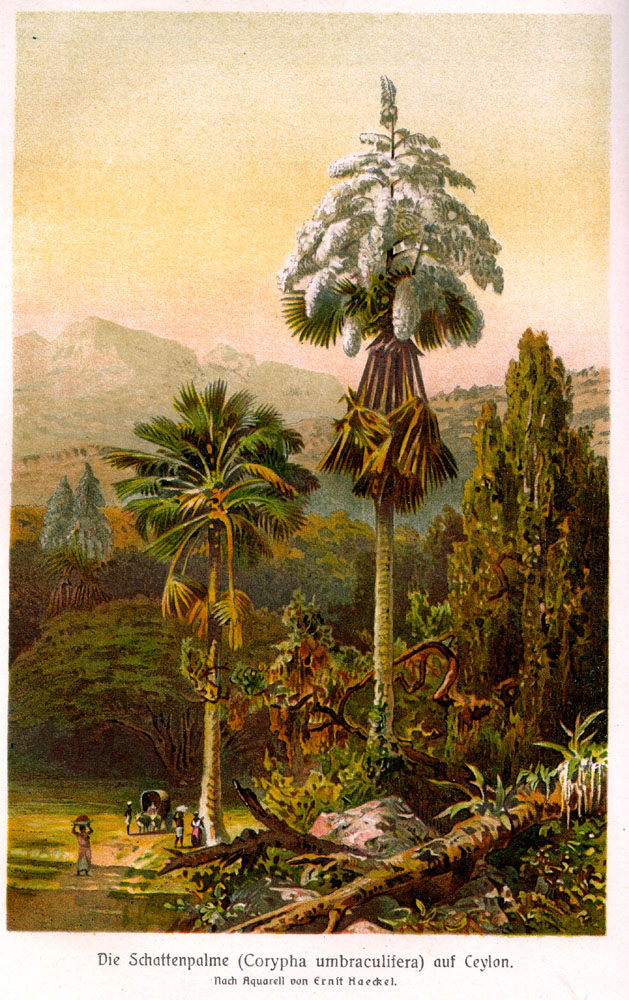

De parasolwaaierpalm (Corypha umbraculifera) is een langzaam groeiende, rechtopstaande tot 25 m hoge palm. De palm doet er jaren over om een stam te ontwikkelen. Volwassen palmen hebben een dikke stam met ringvormige bladlittekens. De bladeren zijn waaiervormig, in omtrek rondachtig en tot 5 m in diameter. De bladsteel is stevig en tot 5 m lang. De deelblaadjes zijn tot ongeveer de helft verbonden en V-vormig gevouwen met een gespleten top. De bladeren zijn bij jonge palmen opgericht en bij bloeiende exemplaren neerhangend.
De palm bloeit maar een keer in zijn leven, pas na vijftig tot zestig jaar. Dan vormt hij echter de grootste bloeiwijze uit het hele plantenrijk. Deze groeit aan de top van de plant en steekt uit boven de bladerkroon, is 6-8 m hoog, rijk vertakt en bevat naar schatting 10 miljoen kleine, witte of geelachtige bloemen. De bloemen groeien niet allemaal tot vruchten uit, maar een jaar na de bloei kan er twee ton aan vruchten rijpen. De vruchten zijn bolvormig en 2-4 cm lang. Nadat de vruchten rijp zijn, sterft de palm.
De parasolwaaierpalm komt oorspronkelijk uit Zuid-Azië. De exacte herkomst is onbekend, want de boom wordt al heel lang door de mens verspreid. Hij is algemeen in Zuid-India, op Sri Lanka en in Indonesië.
De grote bladeren werden vroeger gebruikt als parasol (pajong), dakbedekking, vlecht- en schrijfmateriaal.

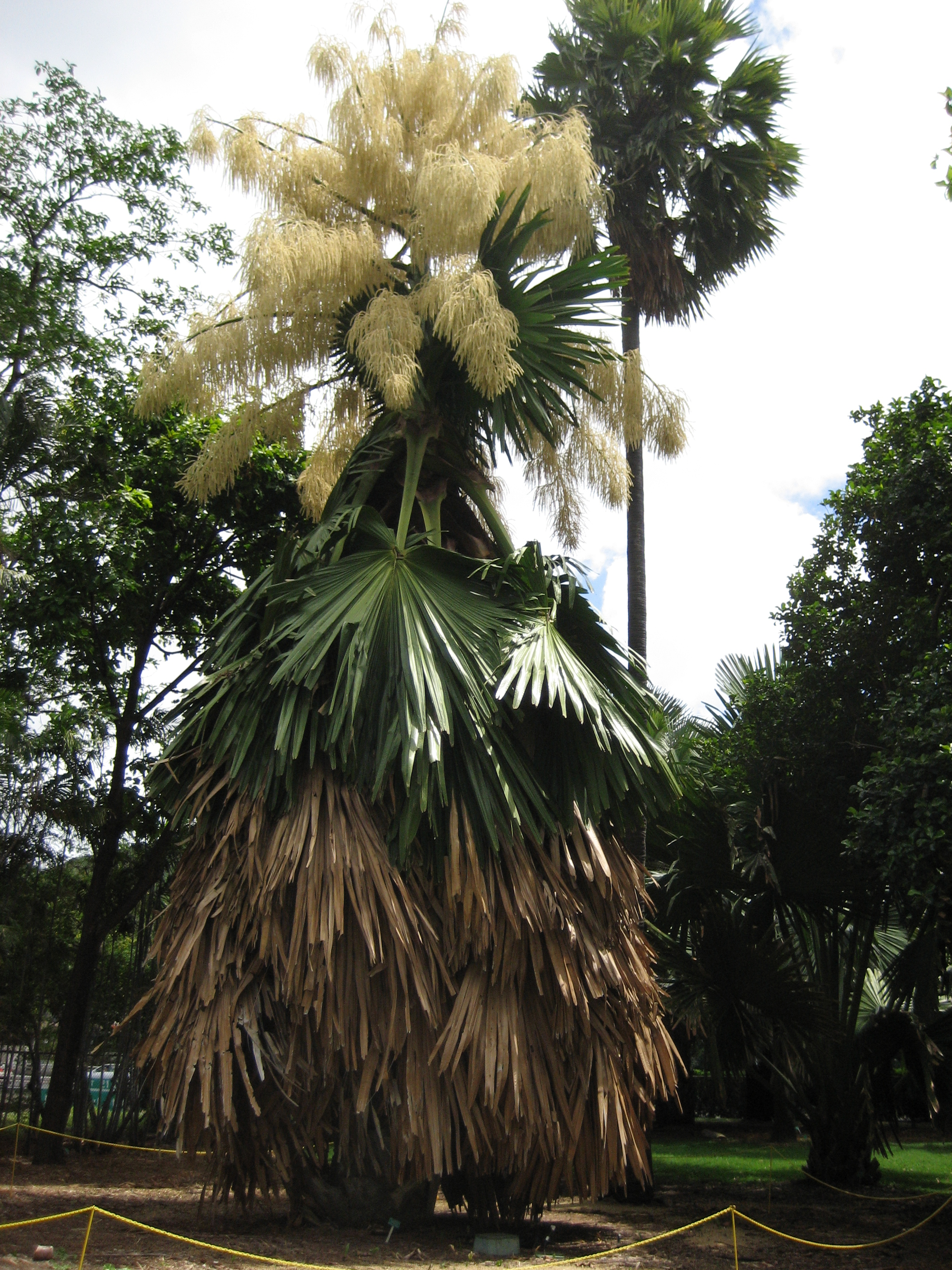
Bloeiende parasolwaaierpalm in de Foster Botanical Garden
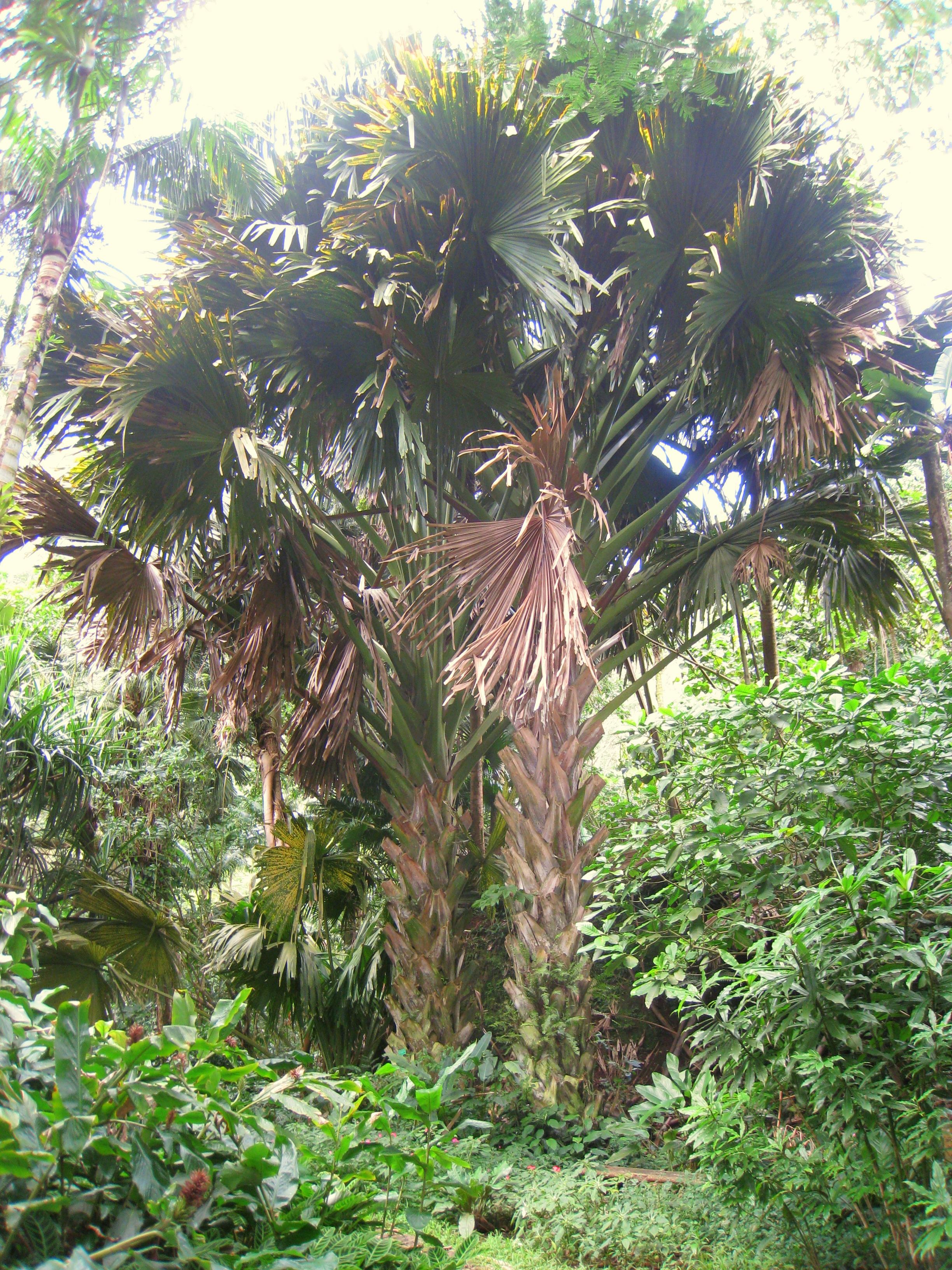
Corypha umbraculifera in Lyon Arboretum
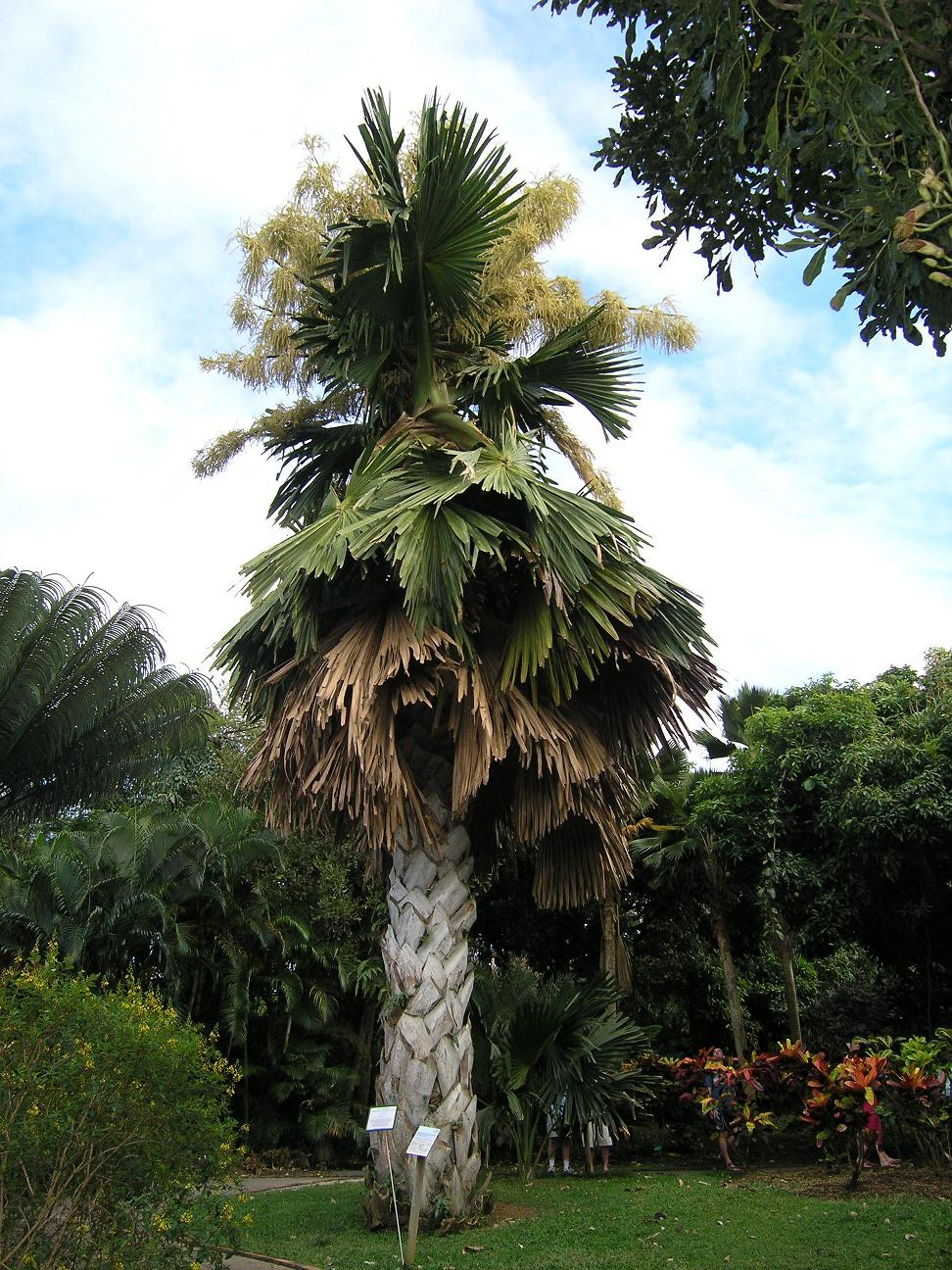

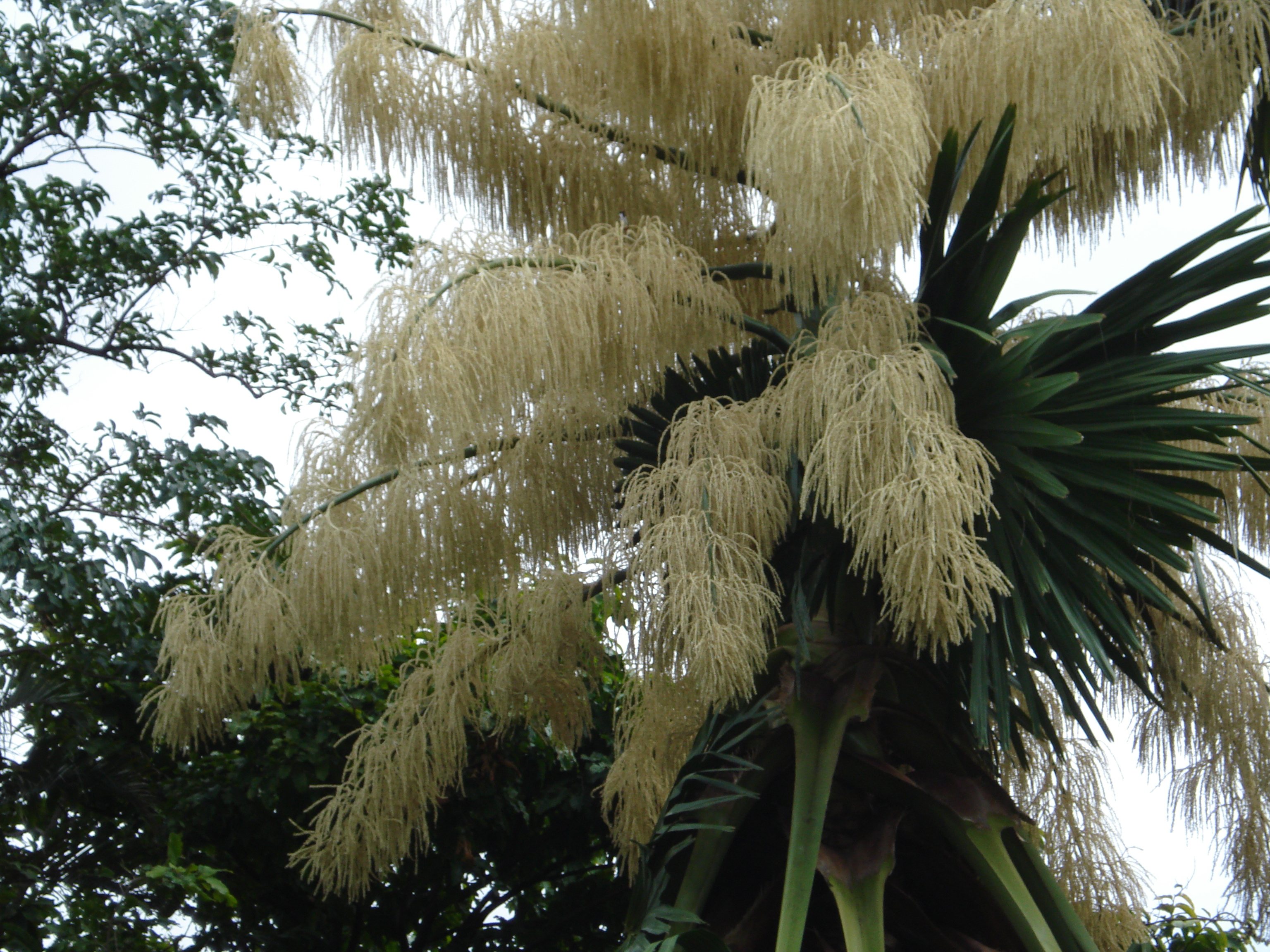
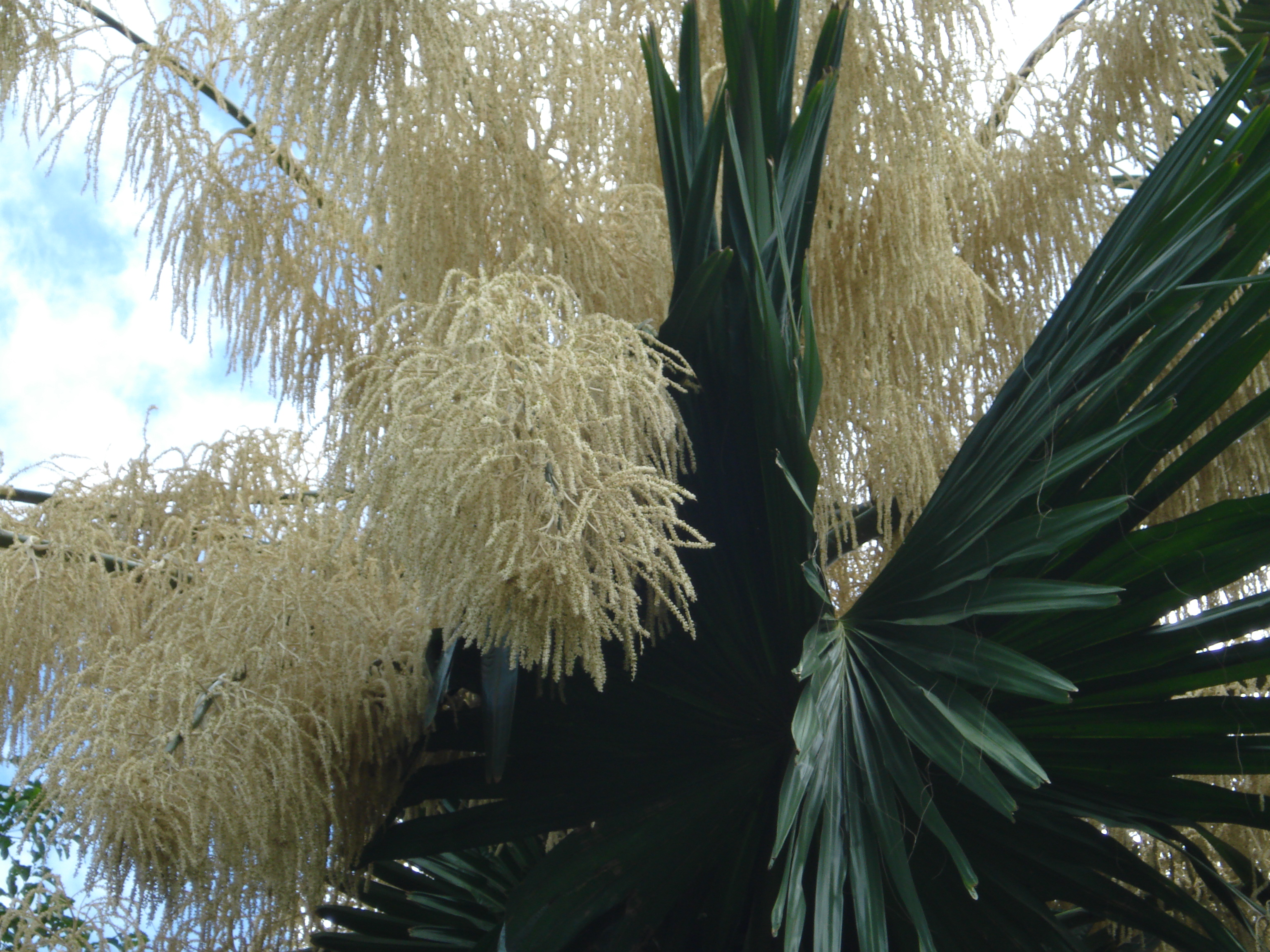
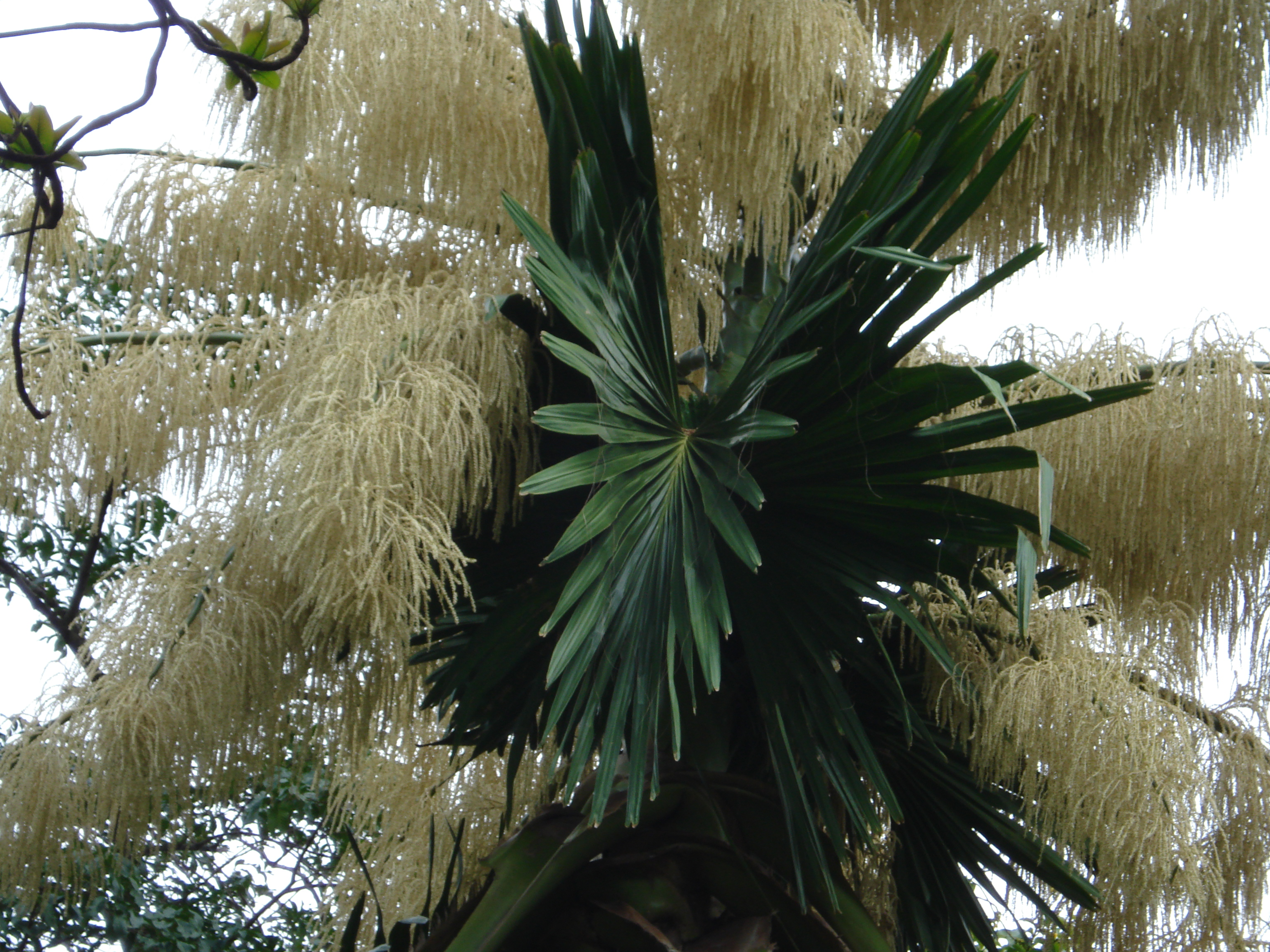

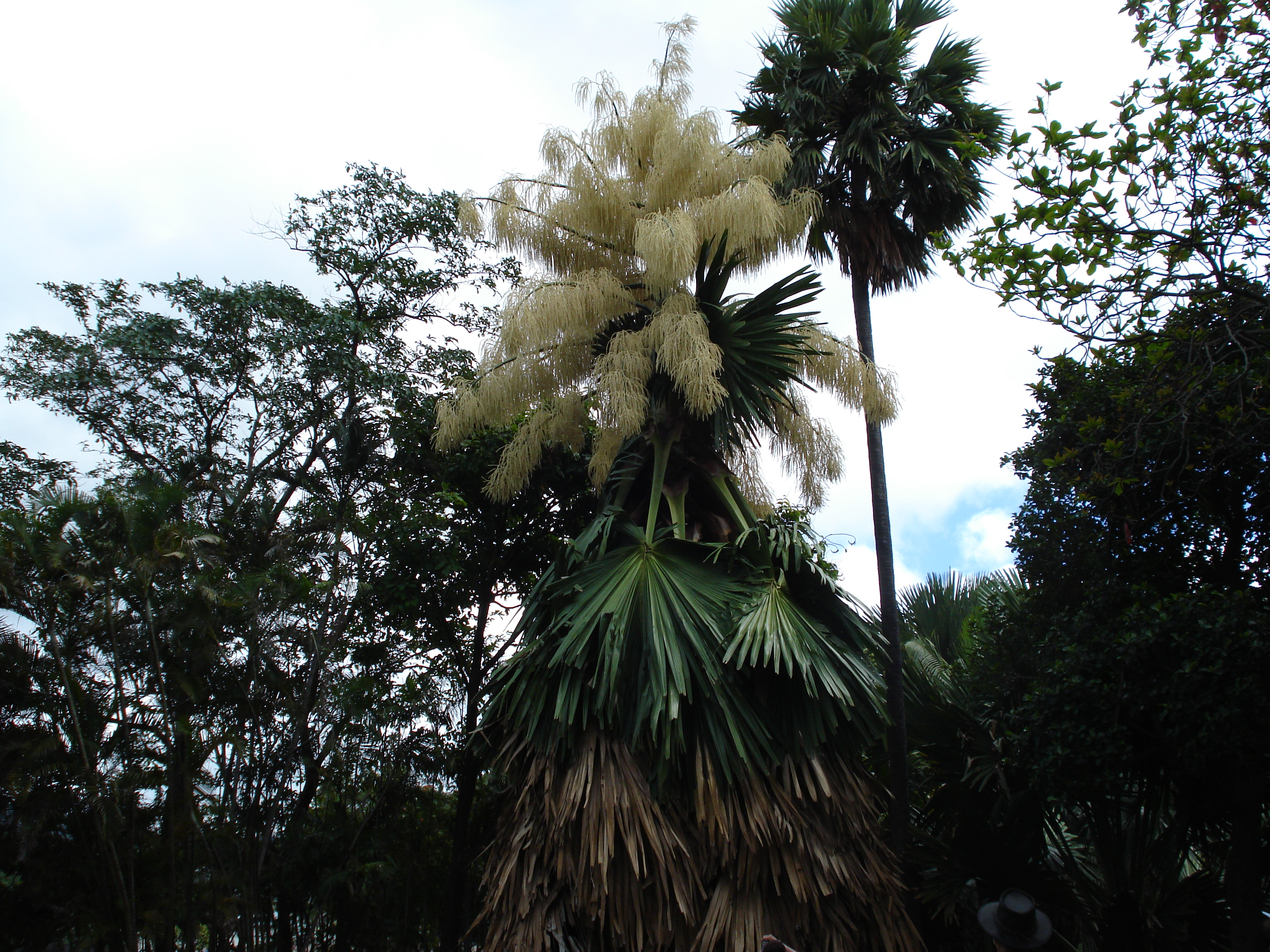
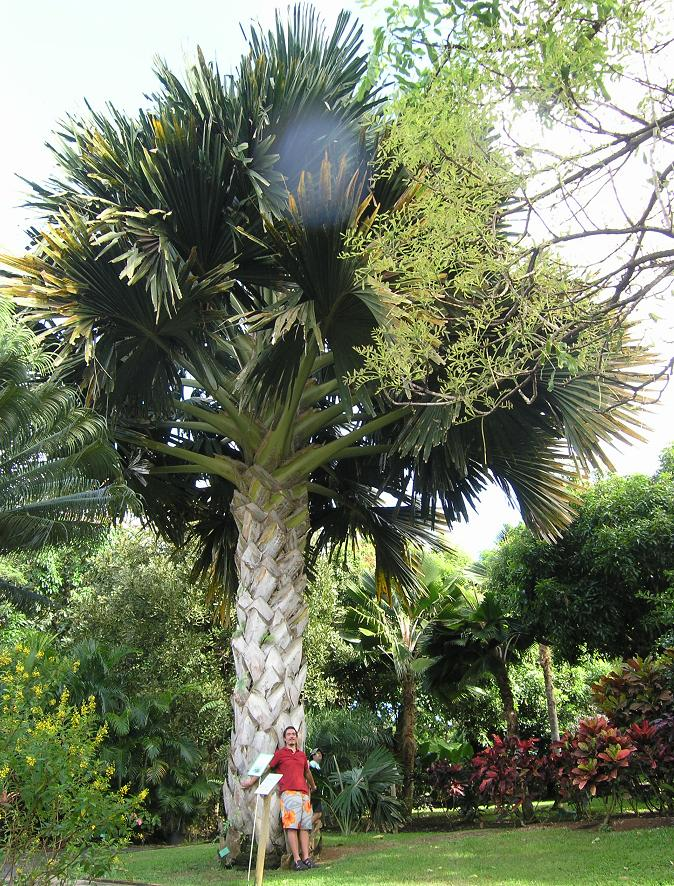